# Eric Harold Mansfield
Eric Harold Mansfield (24 mai 1923 - 20 octobre 2016) est un ingénieur aéronautique.

## Biographie
Mansfield est né à Croydon, Surrey, Angleterre, fils de Harold Goldsmith Mansfield et de Grace Pfundt. Il fréquente le St. Lawrence College, Ramsgate, et Trinity Hall, Cambridge. Il étudie les sciences mécaniques à l'université, obtenant son diplôme en 1943, la guerre l'ayant empêché d'étudier les mathématiques. Dirigé pour faire de la recherche mathématique appliquée sur les structures d'aéronefs au Royal Aircraft (plus tard Aerospace) Establishment à Farnborough, il reste jusqu'à sa retraite en tant que directeur scientifique. Il est ensuite pendant six ans professeur invité à l'Université de Surrey où il s'intéresse aux aspects biologiques et autres de la tension superficielle.
Il est également membre fondateur de l'Institute of Mathematics and its Applications et de la Royal Academy of Engineering. Il est électeur aux chaires d'ingénierie de Cambridge et siège au comité consultatif de rédaction de l'International Journal of Non-linear Mechanics et de l'International Journal of Mechanical Sciences. Il est également membre de l'Assemblée générale de l'Union internationale de mécanique théorique et appliquée. Il est décédé le 20 octobre 2016 .
En 1957, il obtient un doctorat en sciences de l'Université de Cambridge, en 1960, il est élu Fellow de la Royal Aeronautical Society et en 1971 membre de la Royal Society. En 1991, il reçoit la médaille James Alfred Ewing de l'Institution of Civil Engineers  et en 1994 la médaille royale de la Royal Society.